# Krosnowice

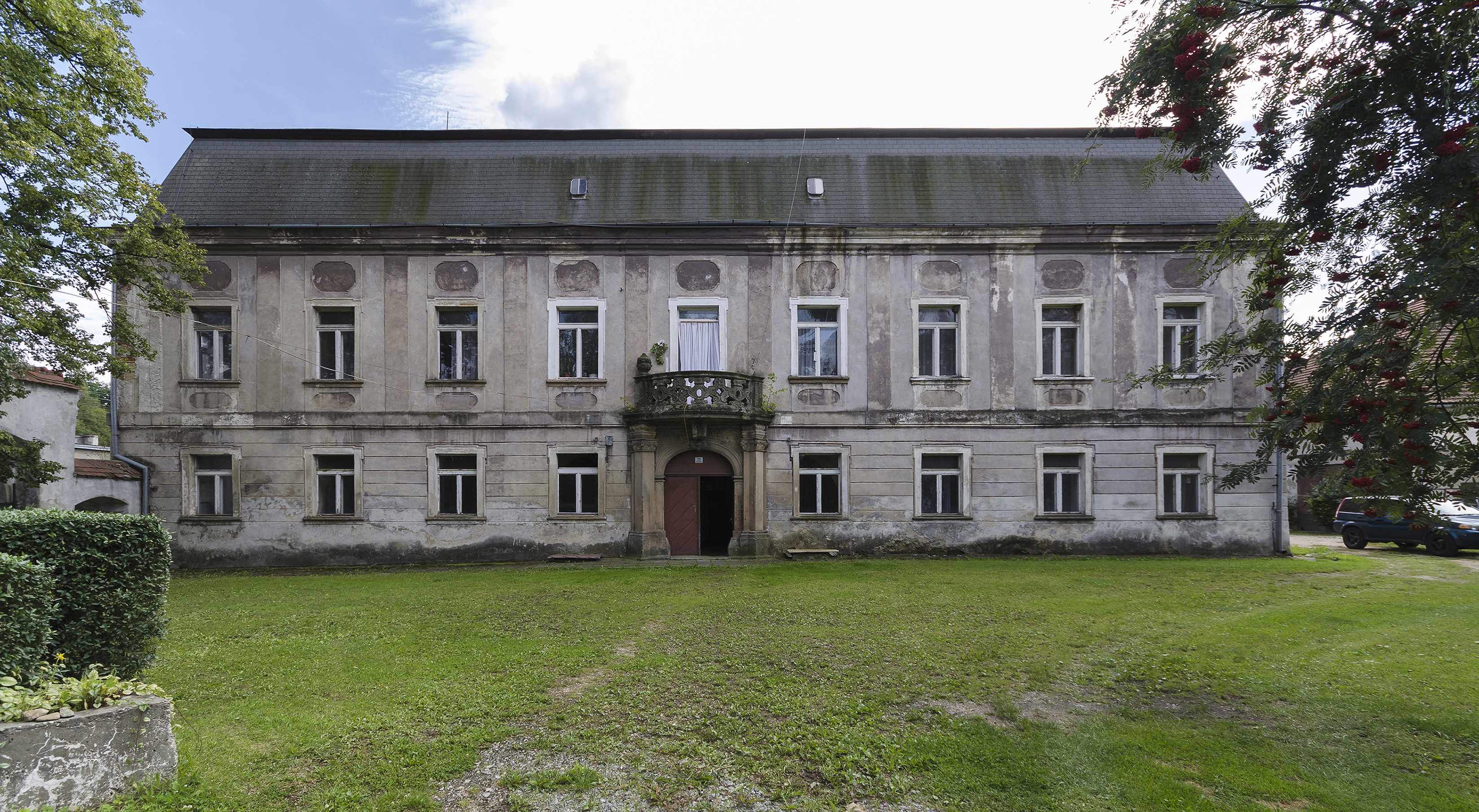
Pałac w Krosnowicach

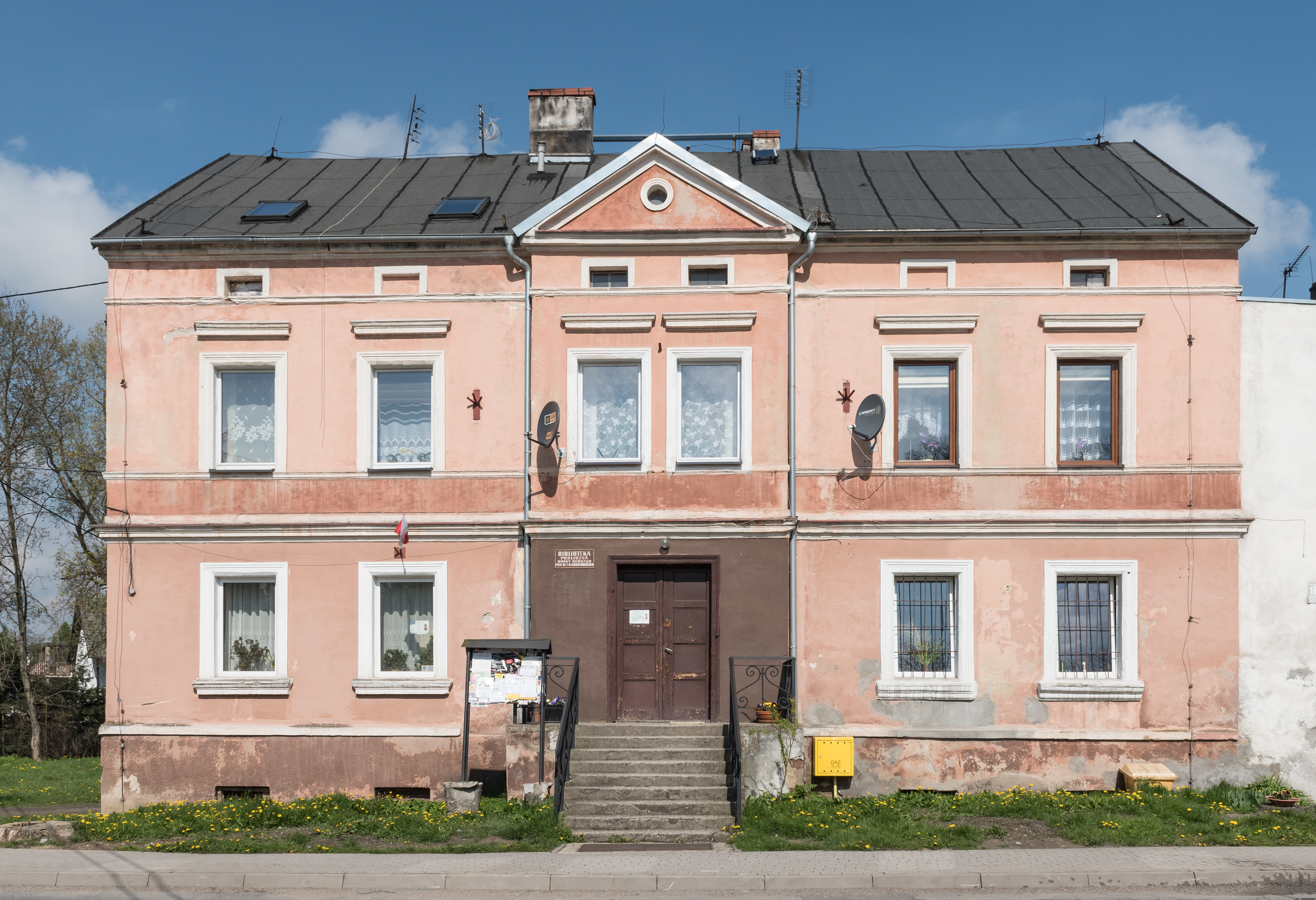
Biblioteka w Krosnowicach

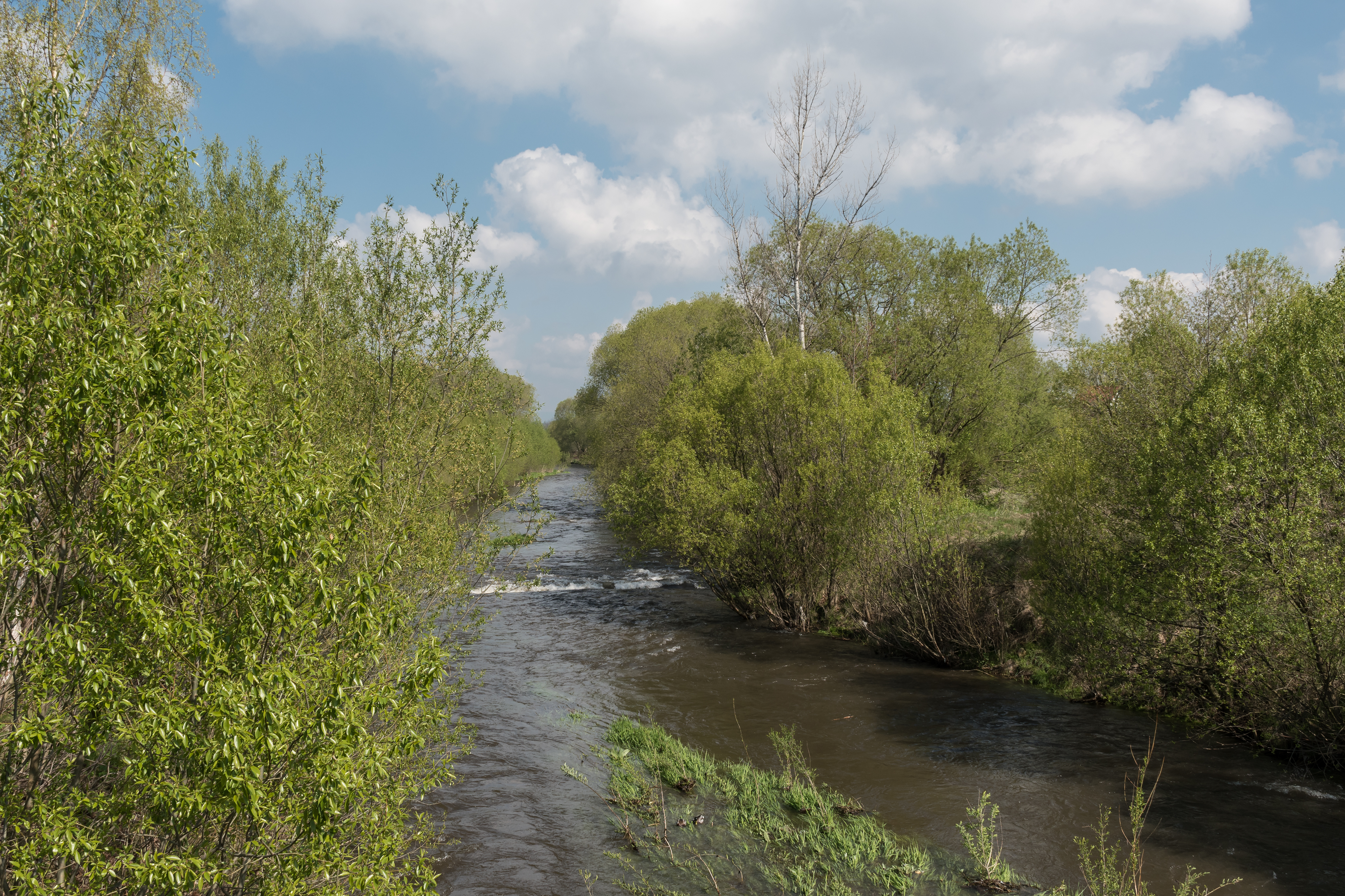
Biała Lądecka w Krosnowicach

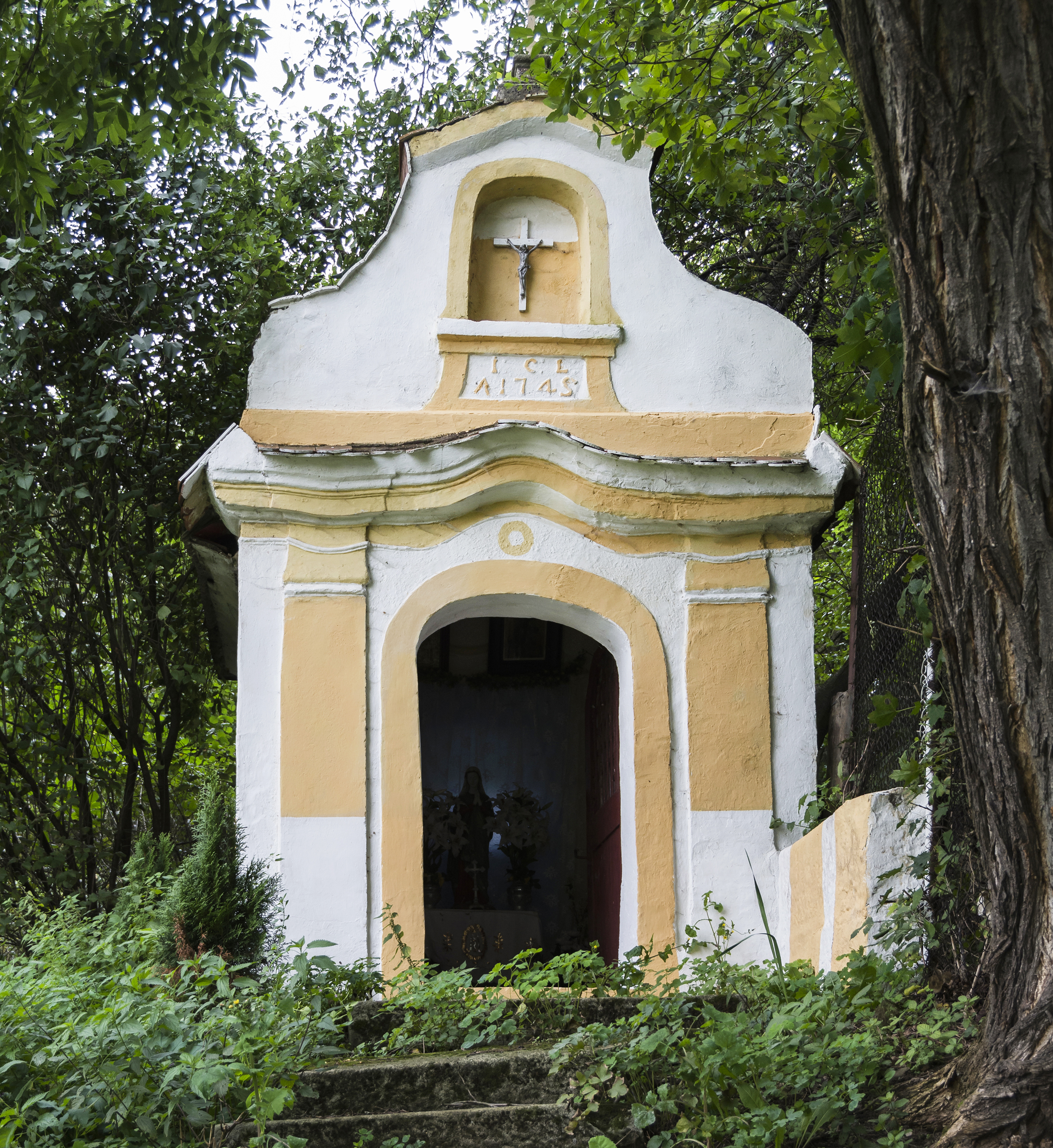
Przydrożna kaplica w Krosnowicach

Krosnowice (niem. Rengersdorf) – wieś w Polsce położona w województwie dolnośląskim, w powiecie kłodzkim, w gminie Kłodzko.

## Położenie
Krosnowice położone są w Sudetach Środkowych, na pograniczu Kotliny Kłodzkiej i Rowu Górnej Nysy oraz Krowiarek leżących w Sudetach Wschodnich, na wysokości około 295–340 m n.p.m. Częścią Krosnowic jest Koniecznik.

## Podział administracyjny
W latach 1945–1954 siedziba gminy Krosnowice. W latach 1954–1972 wieś należała i była siedzibą władz gromady Krosnowice. W latach 1975–1998 miejscowość administracyjnie należała do województwa wałbrzyskiego.

## Demografia
Jest największą miejscowością gminy Kłodzko. Według Narodowego Spisu Powszechnego posiadała 2884 mieszkańców (III 2011 r.)

## Historia
Dzisiejsze Krosnowice zostały założone w średniowieczu jako osada niemiecka. Do 1945 roku upamiętniała w swej nazwie Rengersdorf imię swojego założyciela – Rengera. Pierwsza znana pisemna wzmianka pochodzi z 1326 roku, kiedy to patriarcha Grado wraz z 12 biskupami udzielili szczególnych odpustów wiernym odwiedzającym tutejszy kościół św. Jakuba oraz jego kościół filialny w Żelaźnie. Oznacza to, że już wówczas był to znany kościół parafialny. Wówczas też istniała tu siedziba rycerska na terenie dzisiejszego pałacu. Aż do XVII wieku wieś była majątkiem czeskiego rodu Panewiczów (niem.: von Pannwitz), a jej najstarszym znanym właścicielem był Wolfram von Pannwitz, starosta kłodzki, lennik króla Czech, Jana Luksemburskiego. Posiadał on również prawo inwestytury tutejszego probostwa.
W wyniku wojen śląskich wieś Rengersdorf przeszła wraz z całym hrabstwem kłodzkim w 1763 roku w posiadanie Prus. W ramach reformy administracyjnej 1815 roku Hrabstwo Kłodzkie zostało przyłączone do Prowincji Śląskiej, a sama wieś stała się częścią Powiatu Kłodzkiego. W 1845 roku żydowski przemysłowiec z Wrocławia Hermann Dietrich Lindheim otworzył tu przędzalnię bawełny stwarzając ok. 750 miejsc pracy. Dalszego dynamicznego rozwoju wieś doznała z budową i rozbudową trasy kolejowej w latach 1875 i 1897.
Po II wojnie światowej, w 1945 roku wieś została włączona do Polski. Jej dotychczasowych mieszkańców wysiedlono do Niemiec. Pierwotną nazwę wsi Rengersdorf zmieniono początkowo na Rankowo, jednak w 1946, w pierwszą rocznicę utworzenia zakładu włókienniczego w dawnej fabryce Löbbeckego (założonej przez Hermanna Lindheima, późniejsze Krosnowickie Zakłady Przemysłu Bawełnianego), utworzono nazwę Krosnowice.

## Zabytki
Do wojewódzkiego rejestru zabytków wpisane są obiekty:
- kościół parafialny pw. św. Jakuba, z XIV-XVIII w. z otoczeniem:
  - kościół parafialny pw. św. Jakuba Apostoła stoi na wyraźnym wzniesieniu we wschodniej części wsi, wysoko ponad korytem Nysy Kłodzkiej, w pobliżu tutejszego dworu. Wewnątrz w transepcie po prawej stronie renesansowa chrzcielnica z 1590 r. z herbami rodów von: Haugwitz, Nostitz, Pannwitz, Reden, Rodtkirch, Schellendorf, Zedlitz[7]. Naturalna obronność miejsca została dodatkowo wzmocniona poprzez otoczenie świątyni owalnym, kamiennym murem z dwiema bramami (po stronie południowej i północno-zachodniej) oraz dwiema furtkami (prowadzącą do dworu w kierunku wschodnim oraz ku plebanii w stronę zachodu). Obecna postać muru obronnego to efekt przebudów z XVII–XVIII w., jednak jego pierwotne założenie jest starsze. Brama południowa o ostrołukowym prześwicie zwieńczona jest prostą attyką, za którą kryje się jednospadowy dach. Z przodu stoi wysoka kolumna zwieńczona metalowym krzyżem i barokowa, kamienna Grupa Ukrzyżowania (poddana renowacji w 1883 r.). Obok bramy znajduje się XVIII-wieczna kaplica-kostnica z namiotowym dachem krytym gontem, a w murze wnęka z rzeźbą Ecce homo (figurą Chrystusa stojącą przy marmurowej kolumnie). Brama północno-zachodnia, pozbawiona szczytu, ma otwór sklepiony półkoliście.
  - cmentarz kościelny obronny
  - mur z obejściem podcieniowym, mur/drewno, z XVIII w.
  - budynek bramny, z XVIII-XIX w.
  - kostnica
  - dom przedpogrzebowy
- zespół pałacowy w Krosnowicach Górnych, z XVIII-XIX w.:
  - pałac
  - park
- dwór

## Festiwal im. Ignaza Reimanna
W Krosnowicach żył, pracował, a także został pochowany kompozytor i muzyk Ignaz Reimann. Corocznie na przełomie września/października odbywa się koncert międzynarodowy ku jego pamięci w miejscowym kościele parafialnym. Od 2007 roku na mocy porozumienia z Sanktuarium Wambierzyckim i Stowarzyszeniem Reimanna w Wambierzycach odbywa się w Krosnowicach jesienna odsłona Międzynarodowego Festiwalu im. Ignaza Reimanna, obok letniej odsłony w Wambierzycach. W krainie, w której przenikają się kultury trzech narodów (Czechów, Niemców i Polaków), co wywarło wpływ na twórczość Ignaza Reimanna, występują chóry z Niemiec, Czech, Polski i nieraz z innych krajów.

## Powódź
W latach 1997, 2006, 2007 oraz 2009 miejscowość była nawiedzana przez falę powodziową. W celu ochrony Krosnowic przed wodami potoków Duna Górna i Duna Dolna powyżej wsi budowany jest suchy zbiornik przeciwpowodziowy Krosnowice. Zbiornik będzie miał powierzchnię zalewu 44 ha, maksymalną pojemność retencyjną około 1,92 mln m³. Zakończenie budowy jest przewidziane na kwiecień 2023 r.

## Osoby związane z Krosnowicami

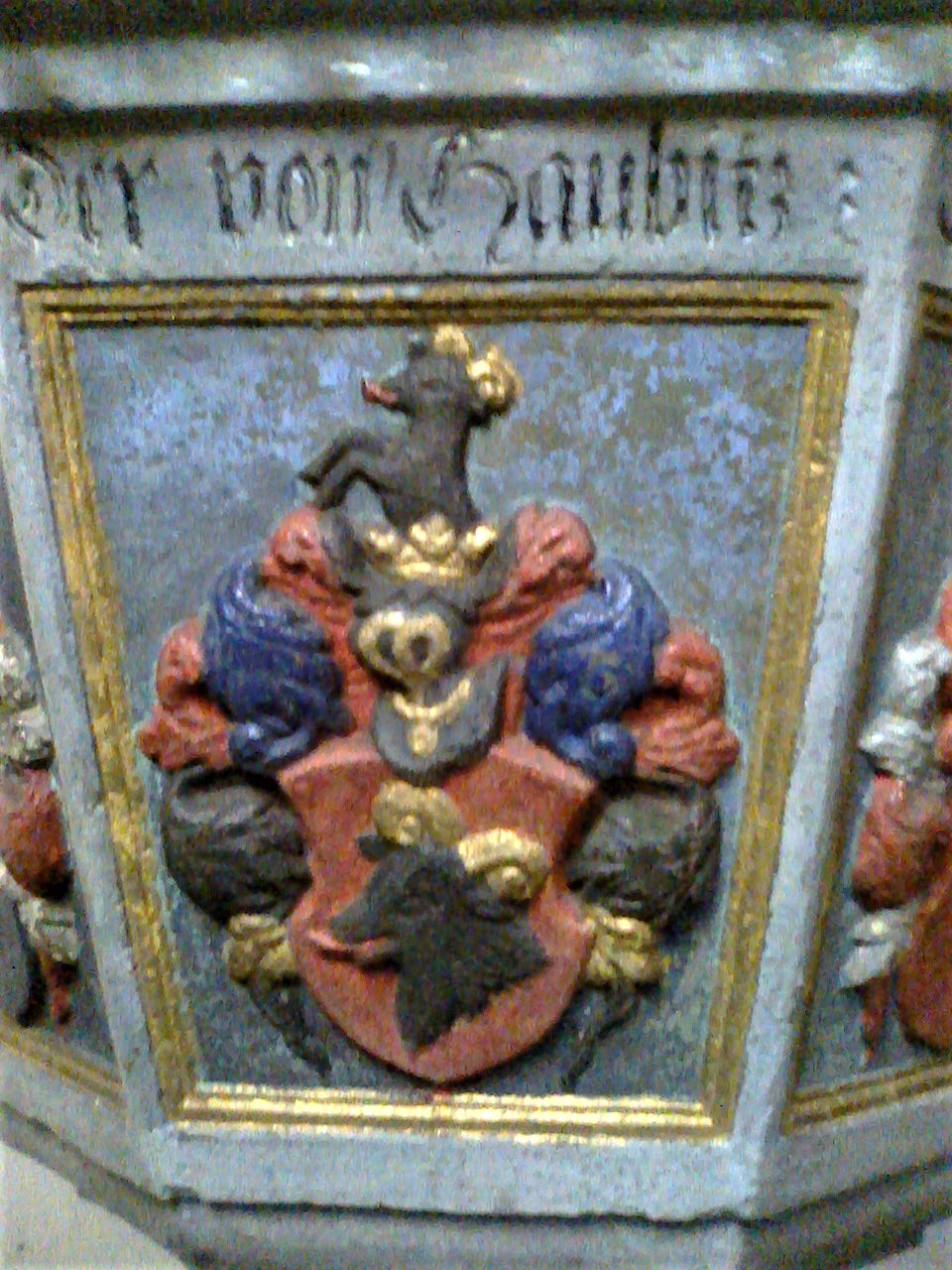
Herb von Haugwitz w kościele pw. Jakuba

- Franz Nitschke (1808–1883), proboszcz krosnowicki od 1840, wielki dziekan kłodzki 1881–1883
- Ignaz Reimann (1820–1885), nauczyciel, muzyk kościelny i kompozytor[1],
- Heinrich Reimann(inne języki) (1850–1906), muzykolog, organista i kompozytor,
- Robert Stein (1857–1917), badacz polarny,
- Georg Hentschel(inne języki) (* 1941), katolicki egzegeta i teolog starotestamentalny.